# San Michele al Tagliamento
San Michele al Tagliamento (friülès San Micjêl tal Tiliment) és un municipi italià, dins de la ciutat metropolitana de Venècia, però que històricament forma part del Friül. La llengua habitual és el friülès llevat a la partició de Bibione, on es parla vènet. L'any 2007 tenia 11.873 habitants. Limita amb els municipis de Caorle, Fossalta di Portogruaro, Latisana (UD), Lignano Sabbiadoro (UD), Morsano al Tagliamento (PN), Portogruaro, Ronchis (UD) i Varmo (UD).

## Administració
| Període | Identitat      | Partit             |
| ------- | -------------- | ------------------ |
| 2008-   | Giorgio Vizzon | Alleanza Nazionale |